# Primera División Femenina de baloncesto 1975-76
La temporada 1975-76 de la Liga Femenina fue la 13.ª temporada de la liga femenina de baloncesto. Se disputó entre 1975 y 1976, culminando con la victoria de Evax Picadero.

## Liga regular
| Pos. | Equipo               | Pts. | PJ | G  | E | P  | GF   | GC   | Dif. | Clasificación o descenso    |
| ---- | -------------------- | ---- | -- | -- | - | -- | ---- | ---- | ---- | --------------------------- |
| 1    | Evax Picadero        | 60   | 22 | 20 | 0 | 2  | 1564 | 828  | +736 | Campeón                     |
| 2    | Mataró Famosette     | 48   | 22 | 16 | 0 | 6  | 1389 | 972  | +417 |                             |
| 3    | Celta de Vigo        | 48   | 22 | 16 | 0 | 6  | 1120 | 931  | +189 |                             |
| 4    | CREFF Madrid         | 46   | 22 | 15 | 1 | 6  | 1490 | 1044 | +446 |                             |
| 5    | Hispano Francés      | 42   | 22 | 14 | 0 | 8  | 1144 | 1036 | +108 |                             |
| 6    | Tabacalera La Coruña | 40   | 22 | 13 | 1 | 8  | 1204 | 1140 | +64  |                             |
| 7    | Medina Lérida        | 39   | 22 | 13 | 0 | 9  | 1098 | 1113 | −15  |                             |
| 8    | Hispano Italiano     | 24   | 22 | 8  | 0 | 14 | 996  | 1371 | −375 | Renuncia la categoría       |
| 9    | Medina Bilbao        | 21   | 22 | 7  | 0 | 15 | 1039 | 1389 | −350 | Renuncia la categoría       |
| 10   | Medina Almudena      | 15   | 22 | 5  | 0 | 17 | 1142 | 1406 | −264 |                             |
| 11   | Medina Madrid        | 6    | 22 | 2  | 0 | 20 | 932  | 1405 | −473 | Descenso a Segunda División |
| 12   | CREFF Gerona         | 6    | 22 | 2  | 0 | 20 | 866  | 1349 | −483 | Descenso a Segunda División |

 Fuente: BRD

## Postemporada
- Campeonas de la Primera División Femenina 1975-76: Evax Picadero (2º título).
- Copa de la Reina: no se disputó.
- Clasificadas para Copa de Europa de Campeonas 1976-77: Evax Picadero.
- Clasificadas para Copa Ronchetti 1976-77: Mataró Famosette y Celta de Vigo.
- Descendidas a Segunda División:  CREFF Gerona, Medina Madrid (descensos deportivos), Medina Bilbao e Hispano Italiano (renuncias a la categoría).
- Ascendidas de Segunda División:  Medina San Sebastián, Krystal Asunción (ascensos deportivos), Medicina Hispalense y Esclavas Textil Pascual (por renuncias).